# Berzence
Berzence (Kroatisch: Brežnjica, Breznica) is een plaats en gemeente (nagyközség) in het Hongaarse comitaat Somogy. Berzence telt 2.455 inwoners (2021) en ligt aan de grens met Kroatië, 7 km ten zuiden van districtshoofdplaats Csurgó.
7 km ten westen van Berzence bevindt zich een grensovergang, waarlangs het Kroatische Gola kan worden bereikt. Het dorp heeft een station aan de spoorlijn tussen Gyékényes en Barcs.
Het voornaamste monument in Berzence is het Festetics-kasteel, een 17de-eeuws voormalig jachtslot, dat na 1945 achtereenvolgens als kazerne van de grenspolitie en als psychiatrisch woonoord gebruikt is.
Partnergemeente van Berzence is het Roemeense Sândominic.

## Fotogalerij

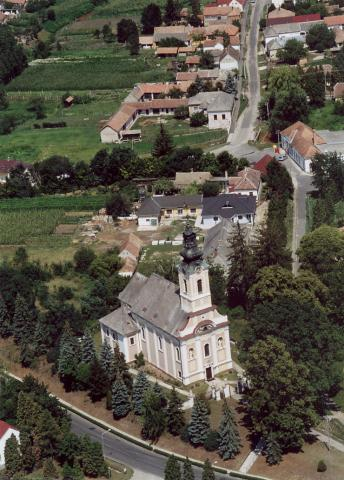
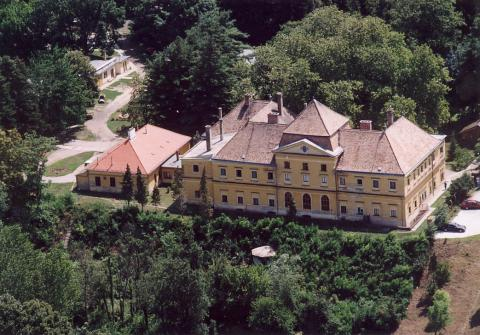
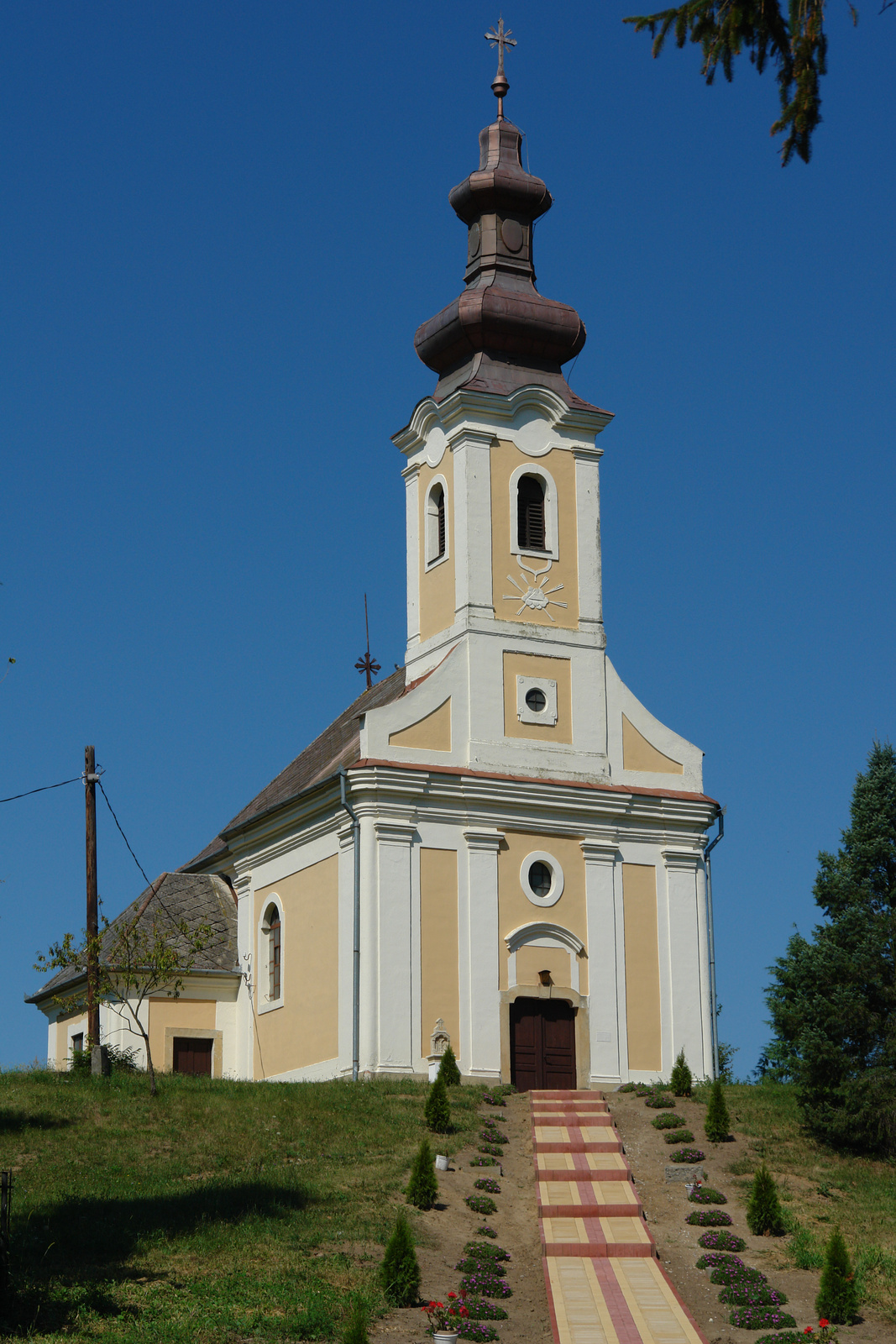
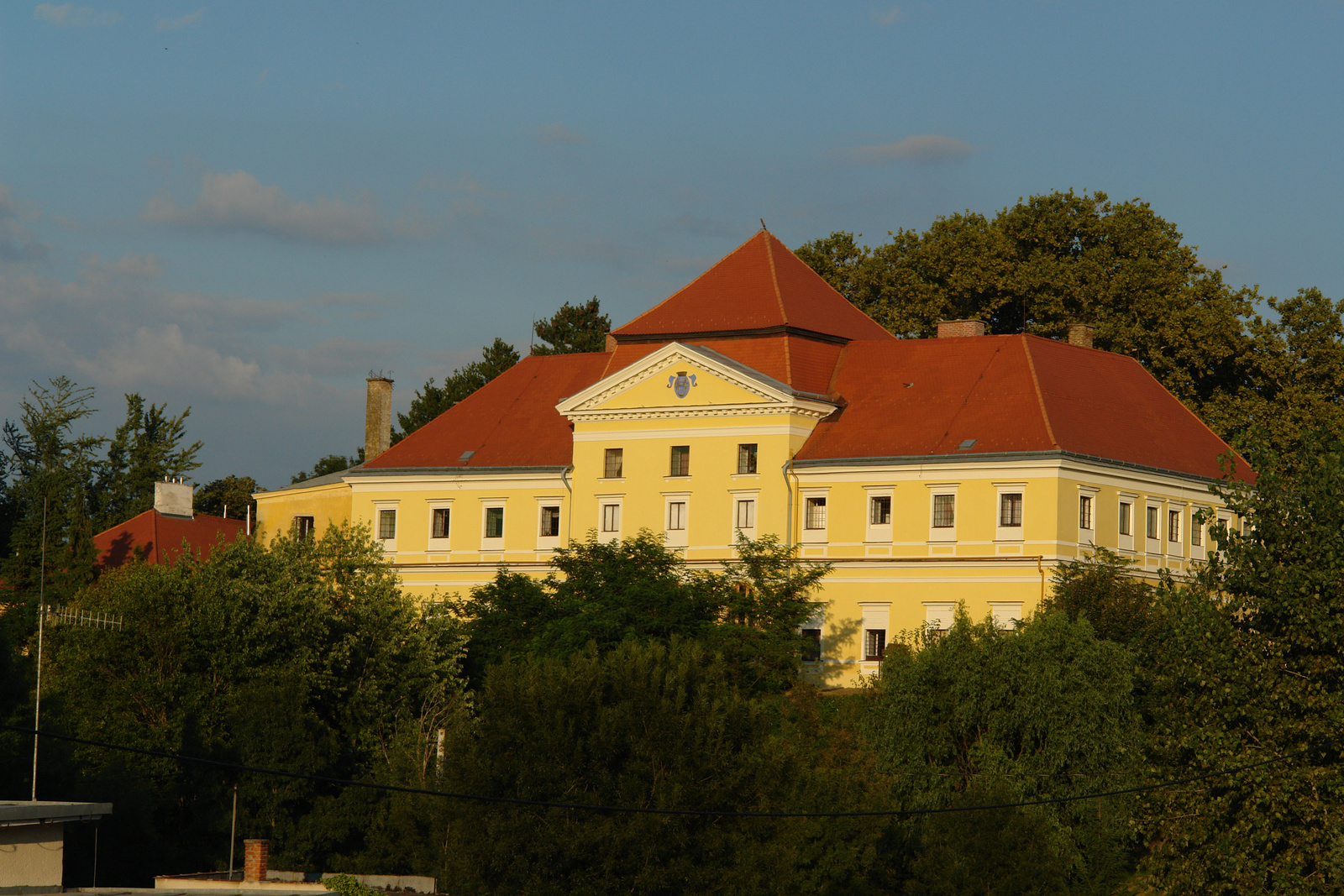